# Belgien i olympiska sommarspelen 1992
Belgien deltog i de olympiska sommarspelen 1992 med en trupp bestående av 68 deltagare, och totalt tog landet 3 medaljer.

## Bågskytte
Herrarnas individuella
- Paul Vermeiren — Åttondelsfinal, 12:e plats (1-1)

## Cykling
Herrarnas linjelopp
- Wim Omloop → Fullföljde inte
- Erwin Thijs → Fullföljde inte
- Michel Vanhaeke → Fullföljde inte

Damernas linjelopp
- Kristel Werckx
  - Final — 2:05:03 (→ 15:e plats)

## Friidrott
Herrarnas 5 000 meter
- Vincent Rousseau
  - Heat — startade inte (→ gick inte vidare)

Herrarnas 10 000 meter
- Vincent Rousseau
  - Heat — 29:25,68 (→ gick inte vidare)

Herrarnas 50 kilometer gång
- Godfried De Jonckheere — DSQ (→ ingen placering)

Damernas 10 000 meter
- Lieve Slegers
  - Heat — 32:40,59
  - Final — 32:14,17 (→ 15:e plats)

- Veronique Collard
  - Heat — fullföljde inte (→ gick inte vidare)

## Segling
Herrarnas lechner
- Paul Vandenabeele
  - Slutlig placering — 170,0 poäng (→ 15:e plats)

Damernas lechner
- Christ'l Smet
  - Slutlig placering — 179,0 poäng (→ 15:e plats)

## Simhopp
Herrarnas 3 m
- Alexei Kogalev
  - Kval — 323,46 poäng (→ gick inte vidare, 26:e plats)

## Tennis
| Spelare          | Gren      | Omgång 1                      | Omgång 2                   | Åttondelsfinaler              | Kvartsfinaler            | Semifinaler       | Final / BM        | Final / BM |
| Spelare          | Gren      | Motståndare Poäng             | Motståndare Poäng          | Motståndare Poäng             | Motståndare Poäng        | Motståndare Poäng | Motståndare Poäng | Placering  |
| ---------------- | --------- | ----------------------------- | -------------------------- | ----------------------------- | ------------------------ | ----------------- | ----------------- | ---------- |
| Sabine Appelmans | Damsingel | R. McQuillan (AUS) W 6-3, 6-3 | N. Provis (AUS) W 6-2, 6-1 | E. Maniokova (EUN) W 6-1, 6-3 | S. Graf (GER) L 1-6, 0-6 | Gick inte vidare  | Gick inte vidare  | —          |